# بطولة فلسطين الدولية 2014
بطولة فلسطين الدولية 2014 كانت مسابقة كرة قدم ودية نظمها الاتحاد الفلسطيني لكرة القدم. أقيمت المباريات في الفترة بين 10 و20 مايو 2014. تنافست جميع الفرق الأولمبية الأربعة في مجموعة واحدة مع تأهل المتصدر والوصيف إلى المباراة النهائية.

## المنتخبات المشاركة
- العراق (انسحب)[2]
- الأردن
- باكستان
- فلسطين (المستضيف)
- سريلانكا

## المباريات
جميع الأوقات حسب التوقيت المحلي (ت ع م+02:00).
| فريق     | لعب | ف | ت | خ | له | عليه | ف.أ | نقاط |
| -------- | --- | - | - | - | -- | ---- | --- | ---- |
| فلسطين   | 4   | 4 | 0 | 0 | 8  | 0    | +8  | 12   |
| الأردن   | 4   | 2 | 0 | 2 | 5  | 2    | +3  | 6    |
| باكستان  | 3   | 1 | 0 | 2 | 3  | 4    | −1  | 3    |
| سريلانكا | 3   | 0 | 0 | 3 | 0  | 10   | −10 | 0    |

| فلسطين        | 1–0   | الأردن |
| ------------- | ----- | ------ |
| تامر صلاح 13' | تقرير |        |

| باكستان                                   | 3–0   | سريلانكا |
| ----------------------------------------- | ----- | -------- |
| محمد 47' · منصور عثمان 88'، 90+5' (ركلة.) | تقرير |          |

| الأردن              | 1–0   | باكستان |
| ------------------- | ----- | ------- |
| سمير رجا 3' (ركلة.) | تقرير |         |

| فلسطين                                                    | 3–0   | سريلانكا |
| --------------------------------------------------------- | ----- | -------- |
| طارق أبو غنيمة 17' · محمود أبو وردة 78' · محمد مراعبة 89' | تقرير |          |

| سريلانكا | 0–4   | الأردن                                             |
| -------- | ----- | -------------------------------------------------- |
|          | تقرير | براء مرعي 17' · يزن ثلجي 20' · بلال قويدر 50'، 66' |

| فلسطين                                           | 3–0   | باكستان |
| ------------------------------------------------ | ----- | ------- |
| عدي خروب 37' · طارق أبو غنيمة 46' · نمر واصف 78' | تقرير |         |

### النهائي
| فلسطين          | 1–0   | الأردن |
| --------------- | ----- | ------ |
| محمد مراعبة 11' | تقرير |        |

## مسجلي الأهداف
هدفين
- بلال قويدر
- منصور عثمان
- طارق أبو غنيمة
- محمد مراعبة

هدف
- براء مرعي
- سمير رجا
- يزن ثلجي
- محمد
- تامر صلاح
- ليث خروب
- محمود أبو وردة
- نمر واصف

## روابط خارجية
- بطولة فلسطين الدولية